# 4653 Tommaso
4653 Tommaso је астероид главног астероидног појаса са средњом удаљеношћу од Сунца која износи 2,683 астрономских јединица (АЈ).
Апсолутна магнитуда астероида је 13,0.